# Hacienda Santa Fe
Hacienda Santa Fe – miasto w Meksyku, w stanie Jalisco. Liczy 113 300 mieszkańców (1 lipca 2014 roku).